# 天靈

《天靈》（英語：The Man, the Ghosts and the Aliens (I)）是香港亞洲電視拍攝製作的時裝奇幻劇集，由阮惠源監製，首播於1984年10月。主要演員有何家勁、任喜寶、麥翠嫻、黃秋生、劉緯民、黃一飛等。本劇可被視為1985年劇集《靈界邊緣人》的姊妹作，是亞洲電視在1980年代製作的一系列靈異類劇集之一，為香港亞洲電視靈異類劇集的先行者。

## 演員表
- 何家勁 飾 古天行
- 麥翠嫻 飾 素素
- 任喜寶 飾 羅雪芳
- 黃秋生 飾 華仔
- 劉緯民 飾 ALBERT
- 黃一飛 飾 張喜
- 王偉 飾 林約翰
- 李顯明 飾 潮州文
- 良鳴 飾 古自強
- 王冬婷 飾 LUCY
- 羅敏玲 飾 長洲妹
- 林司聰 飾 啞女
- 黃植森 飾 司徒志華
- 夏淑玲 飾 素蘭
- 鄭恕峰 飾 陳菲力
- 江圖 飾 何發
- 鄭雷 飾 曹傑
- 祁安鵬 飾 遇溺小孩

## 重播版本
此劇在myTV SUPER提供收費節目重溫。

## 外部連結
- 影史庫-天靈 （页面存档备份，存于）
- 天靈（mytvsuper） （页面存档备份，存于）